# Protammodytes sarisa
Protammodytes sarisa és una espècie de peix de la família dels ammodítids i de l'ordre dels perciformes.

## Morfologia
Els mascles poden assolir els 11,7 cm de longitud total.

## Distribució geogràfica
Es troba a l'Illa de Sant Vicent (Petites Antilles).